# 台北橋站
25°03′47″N 121°30′01″E / 25.06306°N 121.50028°E
台北橋站位於臺灣新北市三重區，為台北捷運中和新蘆線（新莊線）的捷運車站。

## 車站概要
本站車站編號為O13，位於重新路一段錦通里與福星里交界處、文化南路口與中央南路口間，站名取自站址東側的台北大橋。開挖深度達33公尺，為台北捷運之最。:354過去清代全臺鐵路商務總局的鐵路亦由此通過，設有「淡水橋向停車場（車站）」。

## 車站構造
地下六層車站，僅有一座出入口，月台型式採側式疊式月台，兩個側式月台分別位於地下第四層及第六層兩月台間上下平行重疊，並設有全高式月台門。

### 車站樓層
| 地面               | 出入口             | 出入口                                   |
| 地下 三樓          | 公務層             | 地下通道                                 |
| 地下 四樓          | 大廳層             | 車站大廳、詢問處、自動售票機、驗票閘門   |
| 地下 四樓          | 大廳層             | 洗手間（付費區內）                       |
|                    | 二月台             | 中和新蘆線 往南勢角方向（O12 大橋頭站）→ |
| 側式月台，右側開門 |                    |                                          |
| 地下 六樓          | 一月台             | ← 中和新蘆線 往迴龍方向（O14 菜寮站）    |
| 地下 六樓          | 側式月台，左側開門 |                                          |

### 車站出口
本站設有一處出入口。
| 出入口                             | 圖片 | 位置       |
| ---------------------------------- | ---- | ---------- |
| 單一出入口 · 設有電梯 · 設有手扶梯 |      | 重新路一段 |
| 註： 設有電梯 \| 設有手扶梯        |      |            |

## 歷史

### 臺灣總督府鐵道
- 1897年9月10日：臺灣總督府設立淡水橋假停車場（臨時車站）[3]。
- 1901年8月25日：縱貫線改經由樹林，不再行經本站[a]。

### 台北捷運
- 2012年1月5日：新莊線台北橋站隨著新莊線「輔大－大橋頭」段正式通車而啟用[5]（p. 230）[6][7]。
- 2013年6月29日：新莊線全線通車至迴龍站[5]（p. 230）。

## 利用狀況
根據2024年12月資料，本站每日旅運量約為21,612，在台北捷運各站中排行第78名。

### 台北捷運
| 年   | 年間      | 年間      | 年間      | 年間  | 1日平均 | 1日平均 |
| 年   | 上車      | 下車      | 上下車計  | 來源  | 上車    | 上下車  |
| ---- | --------- | --------- | --------- | ----- | ------- | ------- |
| 2012 | 1,986,405 | 2,114,802 | 4,101,207 | [ 8 ] | 5,487   | 11,329  |
| 2013 | 2,341,589 | 2,444,016 | 4,785,605 | [ 8 ] | 6,415   | 13,111  |
| 2014 | 2,703,318 | 2,779,957 | 5,483,275 | [ 8 ] | 7,406   | 15,023  |
| 2015 | 2,972,860 | 3,055,519 | 6,028,379 | [ 8 ] | 8,145   | 16,516  |
| 2016 | 3,242,229 | 3,317,419 | 6,559,648 | [ 8 ] | 8,859   | 17,923  |
| 2017 | 3,365,230 | 3,456,297 | 6,821,527 | [ 8 ] | 9,220   | 18,689  |
| 2018 | 3,442,381 | 3,538,708 | 6,981,089 | [ 8 ] | 9,431   | 19,126  |
| 2019 | 3,540,614 | 3,625,554 | 7,166,168 | [ 8 ] | 9,700   | 19,633  |
| 2020 | 3,230,055 | 3,305,318 | 6,535,373 | [ 8 ] | 8,825   | 17,856  |

### 臺灣總督府
| 年       | 年間   | 年間   | 年間   | 年間   | 1日平均 | 1日平均 |
| 年       | 上車   | 下車   | 上下車 | 來源   | 上車    | 上下車  |
| -------- | ------ | ------ | ------ | ------ | ------- | ------- |
| 沒資料   |        |        |        |        |         |         |
| 1897年度 | 22,184 | 21,217 | 43,401 | [ 9 ]  | 109     | 214     |
| 1898年度 | 43,533 | 37,147 | 80,680 | [ 10 ] | 119     | 221     |
| 1899年度 | 50,357 | 42,178 | 92,535 | [ 11 ] | 138     | 253     |
| 1900年度 | 54,168 | 41,538 | 95,706 | [ 12 ] | 148     | 262     |
| 1901年度 | -      | -      | -      | [ 13 ] | -       | -       |

## 公共藝術
本站於出入口側牆及出入口樓梯平台牆面，設有公共藝術「大橋千尺枕江流-浮光‧掠影」。

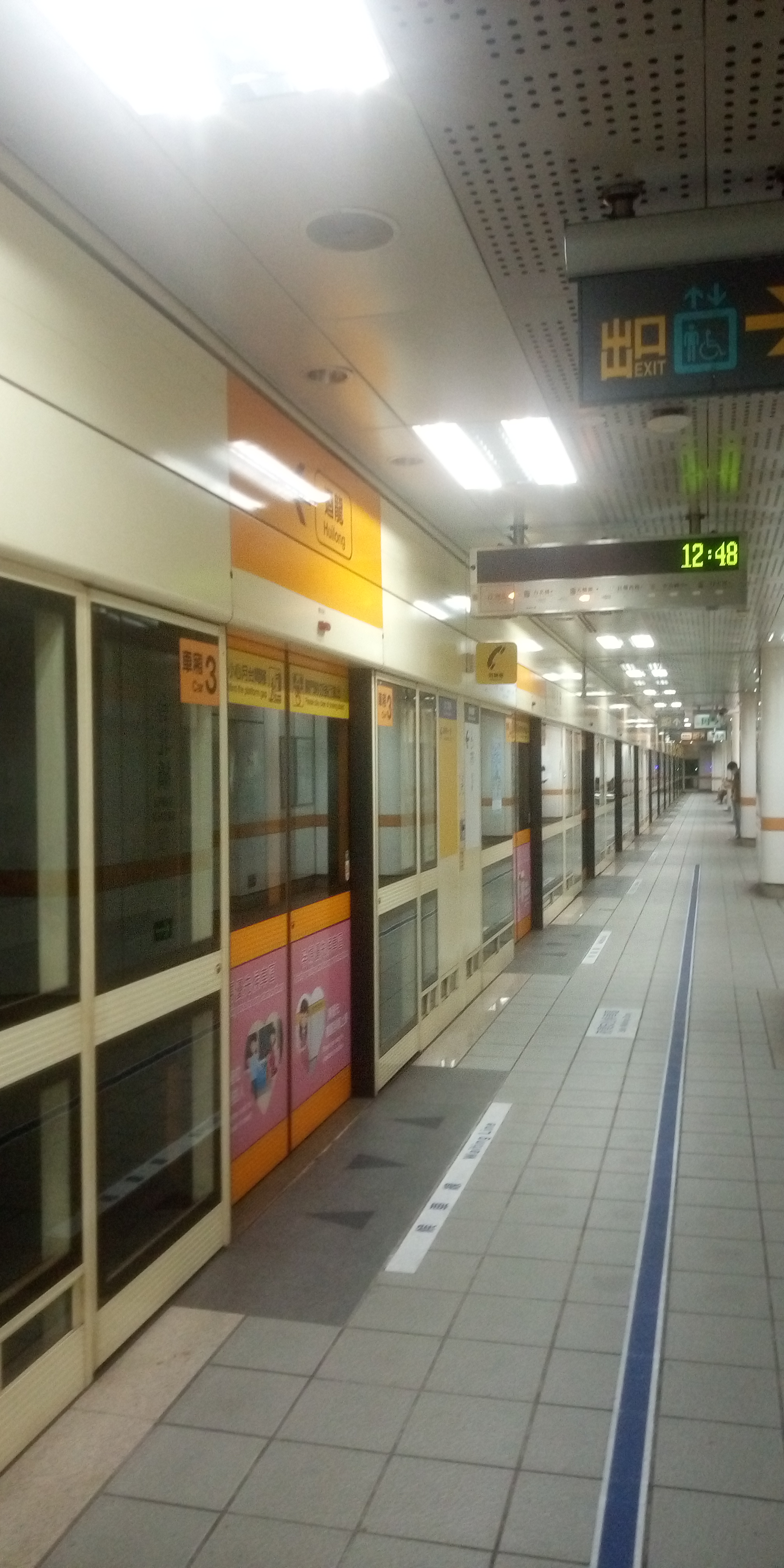
一月台
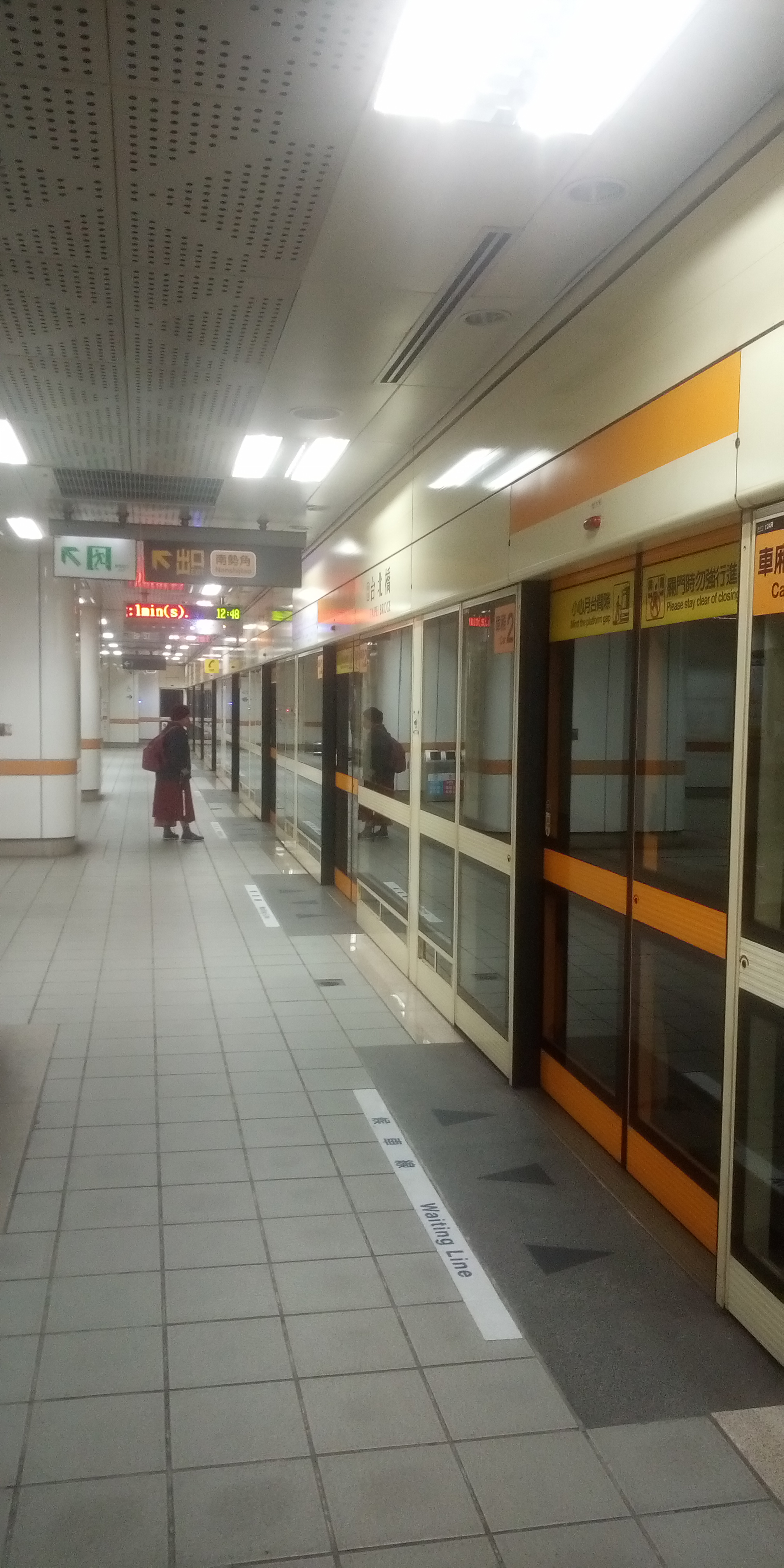
一月台
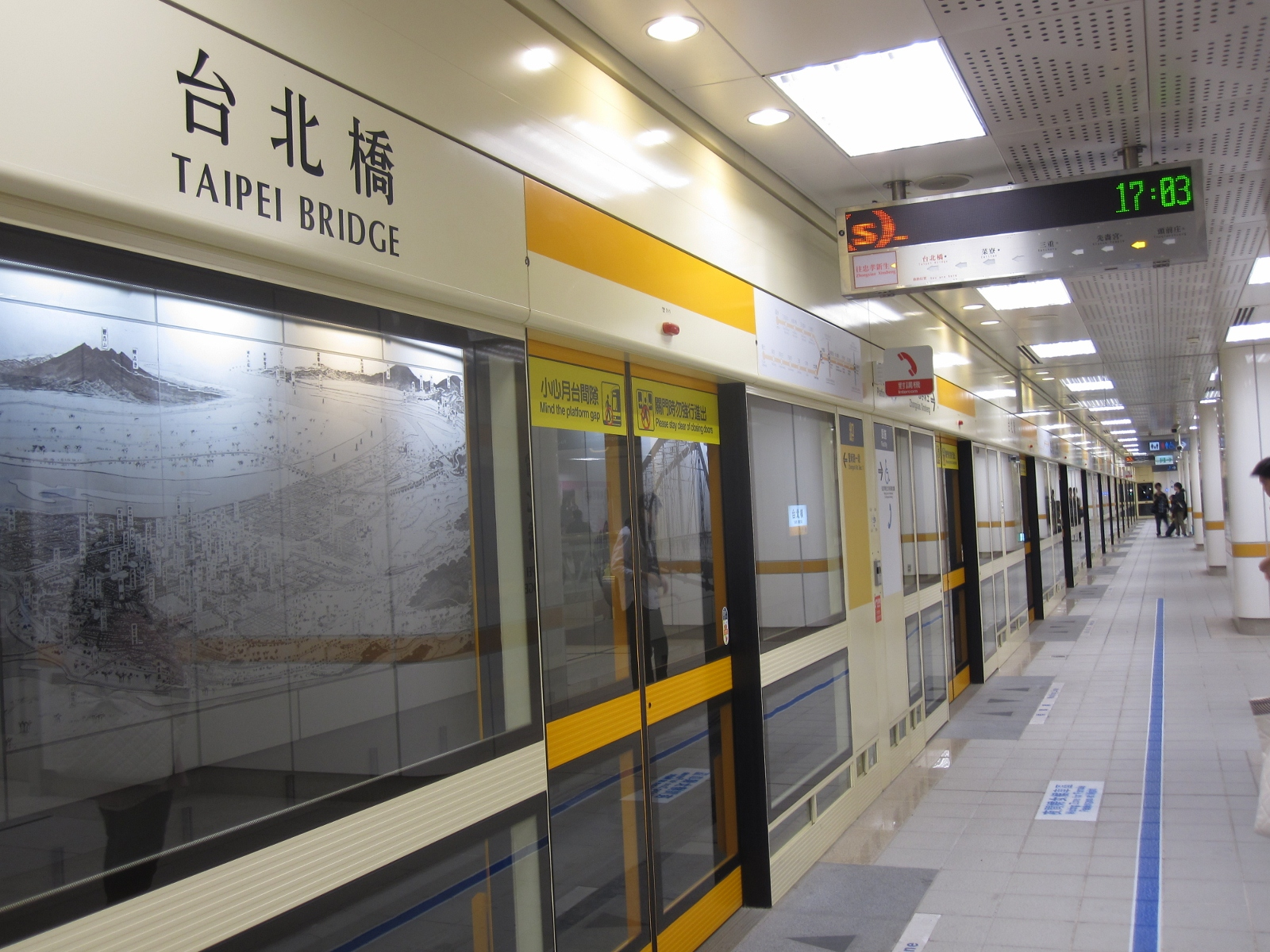
二月台
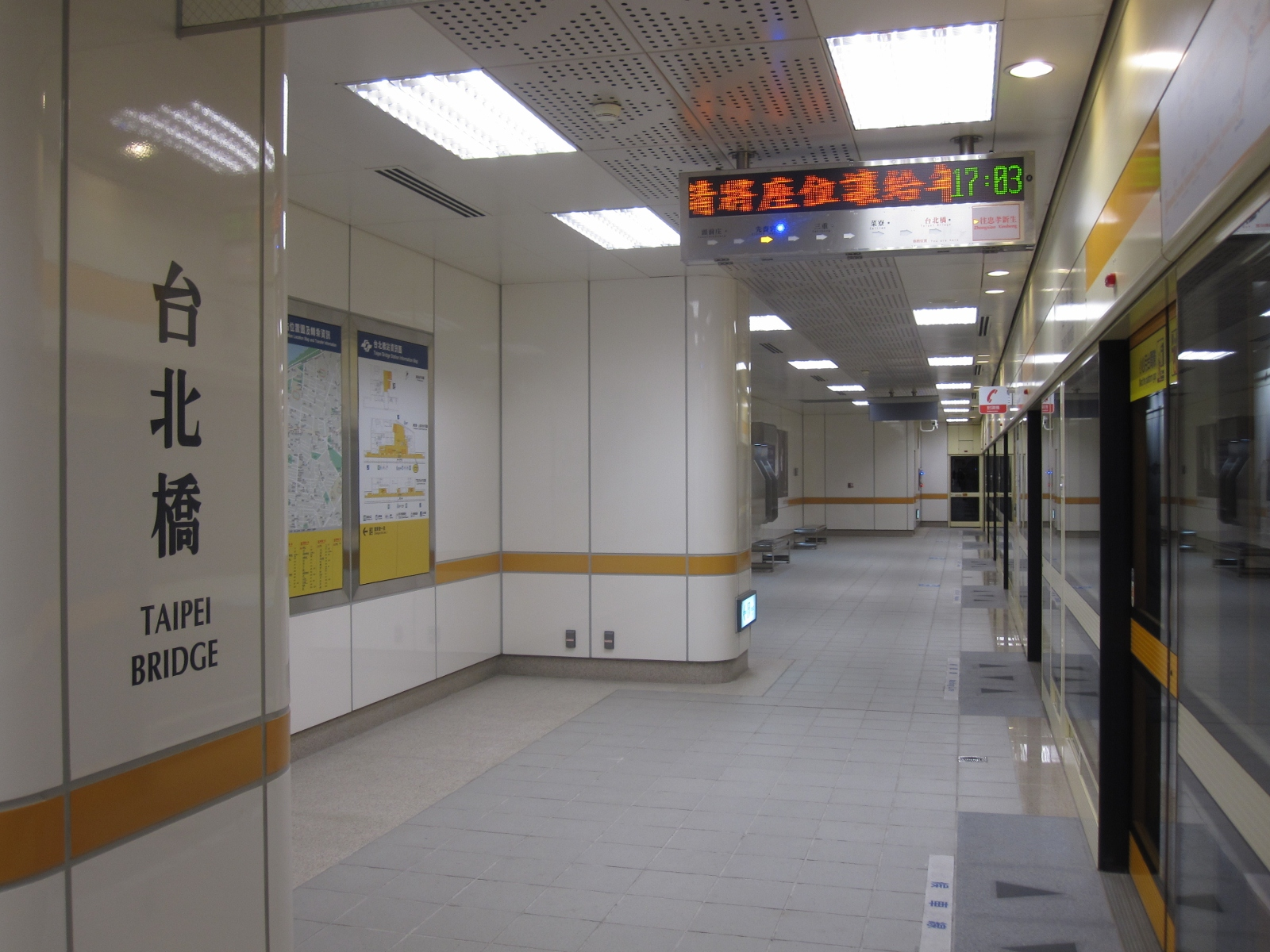
二月台
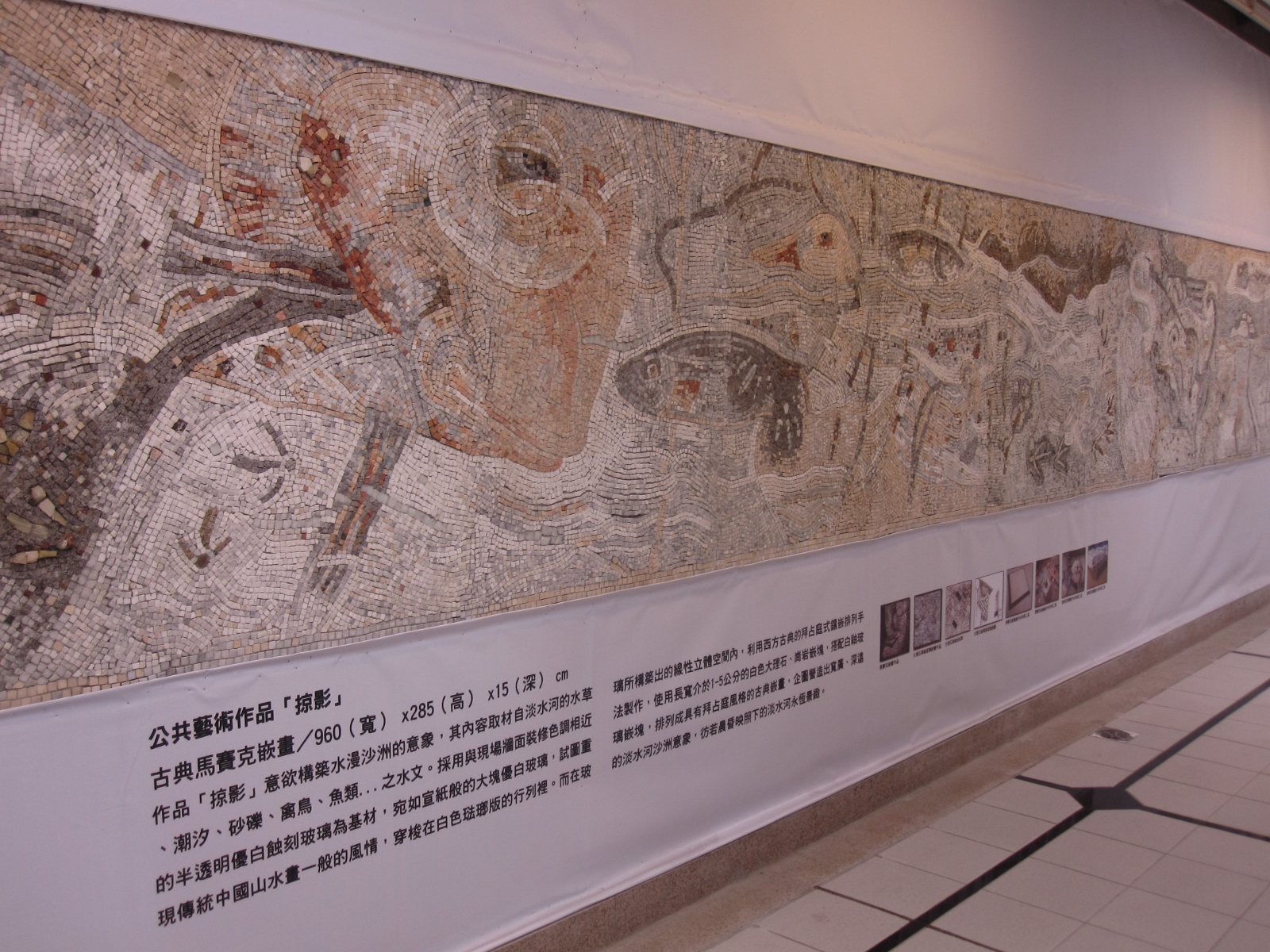
出口公共藝術「掠影」
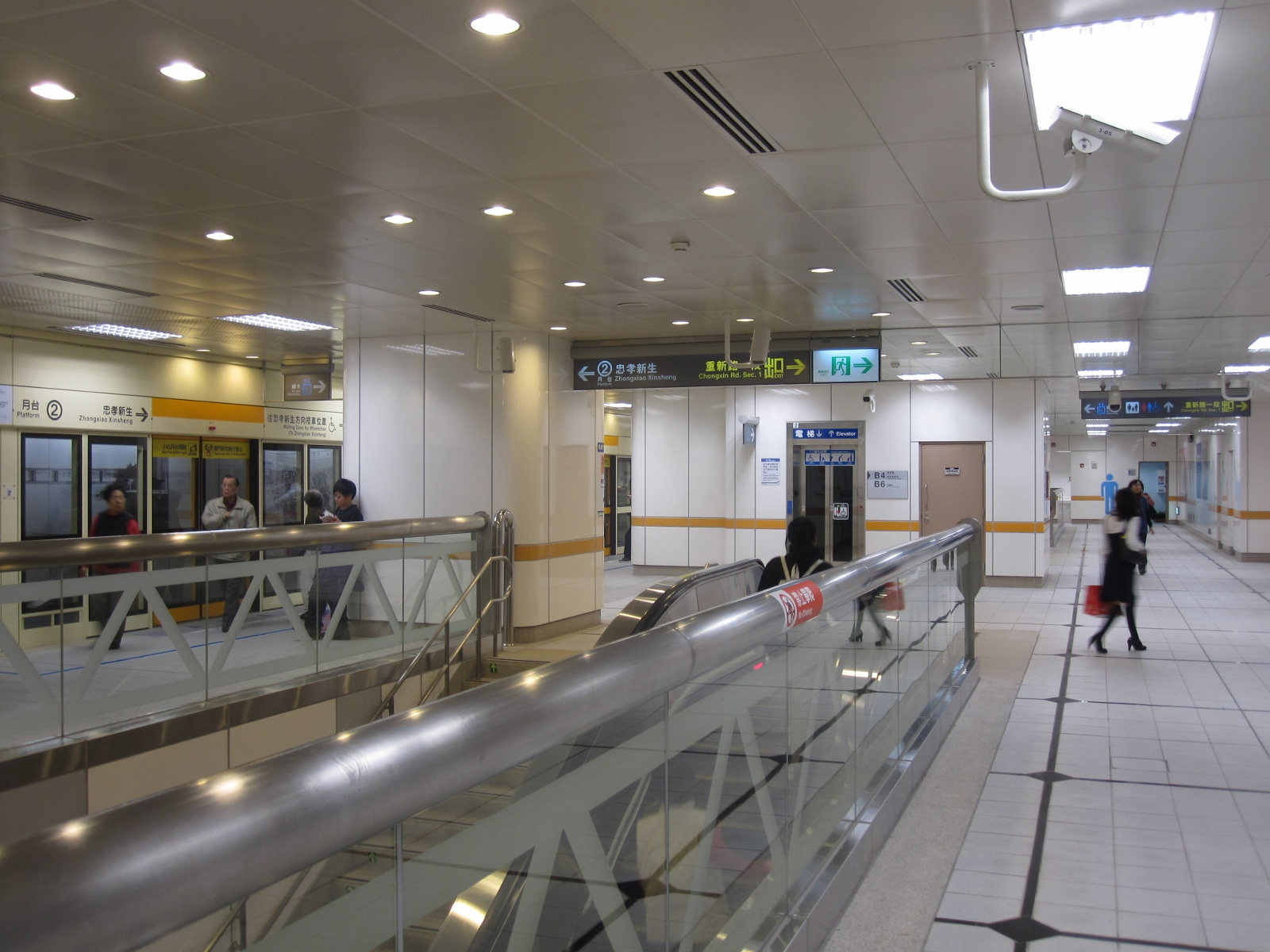
二月台候車區

## 車站周邊
- 台北大橋
- 三和夜市
- 中央市場
- 三重區農會
- 林榮三文化公益基金會（位於本站與菜寮站間）
- 正義國民小學
- 光興國民小學
- 新北市政府警察局三重分局三重派出所
- 祐民醫院

## 公車資訊
| 編號      | 經營業者            | 區間                         | 備註                                               |
| --------- | ------------------- | ---------------------------- | -------------------------------------------------- |
| 111       | 三重客運            | 新莊－陽明山第二停車場       | 例假日行駛。                                       |
| 211       | 首都客運            | 二重－捷運麟光站             | 僅上班日上、下午尖峰時段固定班次行駛，例假日停駛。 |
| 227       | 中興巴士            | 三重－永和                   |                                                    |
| 227區間車 | 中興巴士            | 三重－捷運民權西路站         |                                                    |
| 261       | 三重客運            | 蘆洲－臺大醫院               |                                                    |
| 292       | 首都客運            | 二重－捷運麟光站             | 返程行經世貿中心。                                 |
| 292副線   | 首都客運            | 二重－捷運麟光站             | 返程行經通化街。                                   |
| 306       | 三重客運 大都會客運 | 蘆洲－凌雲五村 舊莊－蘆洲    |                                                    |
| 520       | 三重客運            | 新北產業園區－捷運民權西路站 | 屬於新北市區公車。                                 |
| 616       | 中興巴士            | 泰山（黎明技術學院）－天母   |                                                    |
| 617       | 三重客運            | 泰山－內湖                   |                                                    |
| 617副線   | 三重客運            | 泰山－內湖                   |                                                    |
| 618       | 首都客運            | 新莊－士林                   |                                                    |
| 636       | 三重客運            | 迴龍－捷運中山站             | 屬於新北市區公車。                                 |
| 638       | 三重客運            | 五股－捷運南京復興站         | 屬於新北市區公車。                                 |
| 639       | 三重客運            | 樹林－北門                   | 屬於新北市區公車。                                 |
| 641       | 三重客運            | 五股坑－台北車站             |                                                    |
| 704       | 三重客運            | 八里－捷運台北橋站           | 單邊設站。 屬於新北市區公車。                      |
| 785       | 三重客運            | 凌雲寺－北門                 | 回程停靠此站。 屬於新北市區公車。                  |
| 801       | 指南客運            | 五股－松山機場               | 直行五股成泰路、泰山明志路。 屬於新北市區公車。    |
| 803       | 指南客運            | 五股－松山機場               | 行經貿商二村、泰山泰林路。 屬於新北市區公車。      |
| 820       | 中興巴士            | 泰山－捷運民權西路站         | 屬於新北市區公車。                                 |
| 橘25      | 三重客運            | 蘆洲－捷運三重國小站         | 回程停靠此站。 屬於新北市區公車。                  |
| F302      | 三重區公所          | 三重區公所－五常郵局         | 回程停靠此站。 屬於新北市區免費公車。              |
| 1802      | 國光客運            | 基隆－三重                   | 屬於國道客運。                                     |
| 1803      | 國光客運            | 基隆－中壢                   | 屬於國道客運。                                     |

## 腳註

### 來源資料
1. 1 2  . 臺北大眾捷運股份有限公司. 2021-01-15.
2. ↑  柯妙貞.  (PDF). 《捷運技術》 (臺北市政府捷運工程局). 2015-08-23, (50期)  [2016-01-10]. ISSN 1812-2906. （原始内容存档 (PDF)于2016-08-22） （中文）.
3. ↑  淡水橋紅毛田假停車塲設置及乘客貨物取扱開始 （页面存档备份，存于） 1897年9月7日，中央研究院 數位文化中心
4. ↑  （日語）台灣總督府. . 大藏省印刷局. 1901-08-31: 頁458  [2020-01-05]. （原始内容存档于2020-04-05）. 明治三十四年八月二十四日限リ淡水橋桃仔園間鐵道運輸營業ヲ廢止ス 國立國會圖書館
5. 1 2  徐榮崇. . 臺北市文獻委員會. 2015年12月  [2020-01-05]. ISBN 9789860469875. （原始内容存档于2020-12-07）.
6. ↑  郝龍斌、朱立倫共同宣布捷運新莊線大橋頭站至輔大站將於元月5日正式通車，並比照蘆洲線模式，實施1個月的試乘優惠措施.台北大眾捷運股份有限公司.2012-01-03 （页面存档备份，存于）
7. ↑  新莊線 5日下午2時通車 （页面存档备份，存于）.中央社即時新聞.2012-01-02
8. ↑  臺北捷運公司. . 2021-02-04  [2021-02-09]. （原始内容存档于2020-11-28）. 臺北市統計資料庫查詢系統
9. ↑  . . 臺灣總督府 第1回(明治30年) (國立臺灣大學 臺灣法實證研究資料庫). 1899年: 頁194  [2022-01-12]. （原始内容存档于2019-07-18）.
10. ↑  . . 臺灣總督府民生部文書課 第1-2回(明治30-31年) (國立國會圖書館 數位典藏). 1899年: 頁326  [2022-01-12]. （原始内容存档于2022-02-12）.
11. ↑  . . 臺灣總督府民生部文書課 第3回(明治32年) (國立國會圖書館 數位典藏). 1901年: 頁465  [2022-01-12]. （原始内容存档于2022-02-12）.
12. ↑  . . 臺灣總督府總督官房文書課 第4回(明治33年) (國立國會圖書館 數位典藏). 1902年: 頁525–527  [2022-01-12]. （原始内容存档于2022-02-12）.
13. ↑  . . 臺灣總督府總督官房文書課 第5回(明治34年) (國立國會圖書館 數位典藏). 1903年: 頁624–625  [2022-01-12]. （原始内容存档于2022-02-12）.
14. ↑  . 臺北市政府捷運工程局.   [2023-11-27].

## 外部連結
- 臺北大眾捷運股份有限公司（页面存档备份，存于）
- 臺北市政府捷運工程局（页面存档备份，存于）
- 台北橋站位置圖（台北捷運公司） （页面存档备份，存于）
- 台北橋站車站剖面相關位置圖（台北捷運公司） （页面存档备份，存于）
- 販賣店現況 （页面存档备份，存于）